# Seconda battaglia di Chemillé
La seconda battaglia di Chemillé è una battaglia della prima guerra di Vandea avvenuta l'11 aprile 1793 a Chemillé.

## Antefatti
Nell'aprile 1793, il generale Jean-François Berruyer,comandante delle truppe di Angers, ricevette l'ordine di reprimere l'insurrezione vandeana. Berruyer partì dunque da Angers e si diresse verso Chemillé, mentre ordinò ai generali François Leigonyer e Pierre Quétineau di andare rispettivamente a Saumur e a Bressuire, così si misero il primo sulla strada verso Vezins e il secondo verso Les Aubiers. L'inizio dell'offensiva fu fissato per il 10 aprile.

## La battaglia
Il giorno prestabilito, la divisione di Berruyer si mise in marcia in direzione di Chemillé, sulla strada i soldati fucilarono molti abitanti del villaggio di Pont-Barré. A mezzogiorno, le forze repubblicane incontrarono i vandeani insorti di d'Elbée e Cathelineau, a Chemillé con alle spalle il fiume Hyrome.
I repubblicani si lanciarono per primi all'attacco, la battaglia durò a lungo e nessuna delle due forze era in vantaggio, al calar della notte sembrava però pendere a favore dei repubblicani. Tuttavia, sul lato sinistro, i vandeani avevano messo dinanzi a loro i prigionieri repubblicani catturati durante i combattimenti precedenti, questi approfittarono della confusione della battaglia per scappare e raggiungere i loro. Tutti questi prigionieri, in quanto militari, rimasero ordinati e non si diedero ad una fuga scomposta ma anzi si allinearono come a formare una colonna, a causa dell'oscurità i repubblicani dall'altra parte del campo di battaglia non si accorsero che quelli erano prigionieri in fuga, ma credettero che fossero vandeani che stavano lanciando una carica a sorpresa, i repubblicani si lanciarono all'attacco accorgendosi troppo tardi di aver massacrato i loro stessi commilitoni. I vandeani approfittarono della situazione, lanciando un contrattacco finale, Berruyer, viste le sue truppe completamente in preda al panico e demoralizzate per l'errore compiuto, ordinò la ritirata e si diresse verso Saint-Lambert-du-Lattay insieme al generale Duhoux, ferito durante lo scontro.

## Conseguenze
Nonostante la vittoria, i vandeani subirono perdite molto più pesanti dei repubblicani e vollero vendicare i loro 600 morti uccidendo i 400 prigionieri catturati durante la battaglia, d'Elbée allora li bloccò mettendosi tra la folla e i prigionieri, vista l'insistenza dei suoi uomini fece recitare a tutti il Pater Noster e alle parole "e rimetti a noi i nostri debiti, così come noi li rimettiamo ai nostri debitori", d'Elbée li fermò dicendo: "Non mentite a Dio", finirono poi la preghiera e quelle parole calmarono quei contadini cattolici che poi non protestarono più. I prigionieri così si salvarono e questo gesto verrà conosciuto in seguito con il nome di "Pater de D'Elbée" (Padre Nostro di d'Elbée).
Tuttavia questa vittoria non durò a lungo, i vandeani infatti a corto di munizioni raggiunsero le truppe di Jean Nicolas Stofflet a Beaupréau, e poco tempo dopo consegnarono Chemillé a Berruyer senza combattere.